# Telekom Electronic Beats
Telekom Electronic Beats ist ein Marketingprogramm der Deutschen Telekom, das sich hauptsächlich auf Musik, insbesondere Elektronische Tanzmusik spezialisiert hat, jedoch auch Lifestyle-, Kunst-, Digital- und Modethemen aufgreift.
Ursprünglich wurde das Programm im Jahr 2000 als TV- und Festivalreihe gestartet. Hinzu kam 2005 ein kostenloses Printmagazin, später als Slices DVD Magazine verlegt. Seit dem Jahr 2015 ist das Format mit wöchentlich wechselnden Dokumentationen, Künstler-Berichten, Konzertmitschnitten und Tech-Gesprächen hauptsächlich als Online-Magazin über einen YouTube-Kanal sowie mit Profilen auf Facebook und Instagram verfügbar. Das gedruckte Electronic Beats Magazin und die Slices-DVDs gelten heute als beliebte Sammlerstücke in popkulturellen Archiven.
Mit einer Community von über 500.000 Musikinteressierten ist es das erfolgreichste Musik-Community-Programm Europas.
Zum 20-jährigen Jubiläum des Programms erschien im März 2021 ein Electronic Beats betiteltes Buch mit Beiträgen von Honey Dijon, Billie Eilish, Bryan Ferry, Ellen Allien, Daniel Wang, Lars Eidinger, Stefan Marx, Ji-Hun-Kim, Whitney Wei, Max Dax, Marie Staggat, Sven von Thülen, Lisa Blanning, Jan Wehn, Jens Balzer, Gunseli Yalcinkaya, Laura Aha, Thomas Venker, Dixon, Transmoderna, Aida Baghernejad, Jens Gerrit Papenburg, Anika Meier, Tim Bruening und weiteren Autoren.

## Publishing
Das Medienportfolio und die dazugehörigen Formate haben sich seit dem Start von Telekom Electronic Beats, verändert und weiterentwickelt:
Das Engagement der Telekom im Bereich Jugendmarketing/Kultur startete im Jahr 2000 mit einer wöchentlichen TV-Show, die von Ill-Young Kim moderiert und von VIVA und Viva Zwei ausgestrahlt wurde.
Nachdem die klassischen Musiksender wie MTV und Viva zunehmend an Relevanz verloren, wurde ab 2005 (bis 2013) das DVD-Magazin „Slices“, vierteljährlich veröffentlicht. Das begehrte Sammlerobjekt zählt zu den erfolgreichsten Videomagazinen im Bereich der elektronischen Musik und war in Plattenläden, Clubs und ausgewählten Locations erhältlich.
Seit 2014 werden alle Inhalte auf Youtube gehostet. Im Februar 2018 wurde der YouTube-Kanal von TEB mit dem YouTube Silver Creator Award ausgezeichnet, mittlerweile zählt er mehr als 300.000 Abonnenten.
Im Jahr 2005 wurde das englischsprachige Electronic Beats Magazine gelauncht. Die vierteljährlich erscheinende Print-Publikation war zunächst monothematisch angelegt und drehte sich um Musik-, Kultur- und Reisethemen und war in Konzept-Stores, Designhotels, Cafés, Bars, Clubs usw. erhältlich. Unter der Leitung von Max Dax standen dann ab 2010 „Conversations on essential issues“ im Mittelpunkt und das Magazin hatte europaweit einen sehr hohen Stellenwert. Die letzte Ausgabe wurde Ende 2015 veröffentlicht. Slices sowie auch das Printmagazine sind heute wichtiger Bestandteil in pop-kulturellen Archiven.
Telekom Electronic Beats trat auch als Plattenlabel auf: 2007 wurde in Zusammenarbeit mit Warner Music Austria die erste Electronic Beats Compilation veröffentlicht.
Im Jahr 2011 weitete Electronic Beats seine Arbeit auf Polen aus, indem eine polnische Website und Social-Media-Kanäle gelauncht wurden und Veranstaltungen in den größten Städten des Landes stattfanden. Auch Rumänien und Ungarn sind Beispiele für lokale Engagements im Bereich Content unter Electronic Beats.
2017 hat Telekom Electronic Beats zusammen mit den Gorillaz die App „The Lenz“ entwickelt und war Partner mehrerer Konzerte in Europa.
Im Jahr 2018 startete die deutschsprachige Electronic Beats Podcast-Reihe. Moderiert wird sie von den Gastgebern Gesine Kühne und Jakob Thoene. In jeder Folge kommen ein oder mehrere Gäste aus den Bereichen Nachtleben, elektronische Musik und Clubkultur zu Wort. Bisher waren unter anderem DJ Hell, Westbam, Ellen Allien, Amelie Lens, Oliver Koletzki, Perel, Frank Wiedemann, Dimitri Hegemann, Roosevelt, David August, Gabi Delgado, Modeselektor, HVOB, Apparat, Christian Löffler, Honey Dijon, Sevdaliza und Billie Eilish in der Sendung zu Gast.
Zum 20-jährigen Jubiläum des Programms erschien im März 2021 ein mit Electronic Beats betiteltes Buch mit Beiträgen von Honey Dijon, Billie Eilish, Bryan Ferry, Ellen Allien, Daniel Wang, Lars Eidinger, Stefan Marx, Ji-Hun-Kim, Whitney Wei, Max Dax, Marie Staggat, Sven von Thülen, Lisa Blanning, Jan Wehn, Jens Balzer, Gunseli Yalcinkaya, Laura Aha, Thomas Venker, Dixon, Transmoderna, Aida Baghernejad, Jens Gerrit Papenburg, Anika Meier, Tim Bruening und weiteren Autoren.
Mit der immersiven Seite „The Cube“ passt Telekom Electronic Beats sich den neuen Medien an.
2021 lancierte die Telekom mit „METAMORPHOSIS“ ihre erste NFT-Reihe. Initiator hierfür war das Telekom Electronic Beats Programm.

## Events

### 2001
Die Electronic Beats Events sind eine Reihe von Clubnights, Konzerten und Festivals, die in Städten in ganz Europa stattfinden. Das erste Electronic Beats Festival fand 2001 im Kölner Palladium statt, mit Live-Auftritten von Mouse on Mars und OP:L Bastards.

### 2002
Bei der zweiten Ausgabe des Electronic Beats Festival im Jahr 2002, ebenfalls im Kölner Palladium, traten LTJ Bukem & MC Conrad, Kosheen, Sofa Surfers, Kid Loco und Chicks on Speed auf.

### 2004
2004 fanden die „Electronic Beats Stereo Deluxe Spring Tour“ sowie die Cocoon Clubtour mit Sven Väth statt. 2raumwohnung, MIA. und Chicks on Speed spielten bei einem Electronic Beats Live Special im Bonner T-Mobile Forum. Im selben Jahr gab es im Rahmen der Popkomm drei Event-Nächte mit u. a. Rammstein, Virginia Jetzt!, Phillip Boa, Tiefschwarz und Mocky im ehemaligen Berliner Palast der Republik.

### 2005
Im Jahr 2005 fanden Electronic Beats Festivals in Köln, Edinburgh, Wien und Amsterdam statt. Zum Line-Up gehörten u. a. Faithless, Stereo MCs, Zoot Woman, GusGus und The Prodigy. Zusätzlich wurde auch die Electronic Beats Sundowner Tour in Budapest, Wien, Berlin, Hamburg, Brighton, München, Zagreb und Amsterdam realisiert. Weiterhin wurde auch die „The Night is White“ Launch Party auf Ibiza, in Zusammenarbeit mit Sony Ericsson veranstaltet. Der Berliner DJ Dixon legte auf und unter den Gästen waren u. a. Daryl Hannah, Jade Jagger, Steven Dorff und Rosario Dawson.

### 2006
2006 umfasste die Electronic Beats Festival-Reihe Veranstaltungen in Köln, Budapest, Bratislava, Prag und Wien. Das Line-Up bestand aus u. a. Nightmares on Wax, Superdiscount, The Prodigy, Deichkind, Carl Graig, Groove Armada, Boy George, DJ Hell, MIA und Zoot Woman. Weiterhin fand eine kroatische Clubtour mit Ian Pooley statt.

### 2007
Nach dem Erfolg des Vorjahres, wurde die Clubtour durch Kroatien im Jahr 2007 um Howard Donalds, Tonka und Boris Dlugosch ergänzt. Die Electronic Beats Festivals beherbergten währenddessen unter anderem Acts wie Soulwax (als 2 Many DJs), Goldie, Kelis und Felix da Housecat und fanden in Wien und Budapest statt.

### 2008
Im Jahr 2008 fanden Electronic Beats Festivals in Bratislava, Prag, Bonn, Graz, Wien und Berlin statt, auf denen Underworld, Modeselektor, Robyn, Alter Ego, Who Made Who, The Streets, Róisín Murphy, Booka Shade, The Whitest Boy Alive, Peaches, Hercules and Love Affair, Santigold und Gorillaz Sound System auftraten.

### 2009
Im Jahr 2009 fanden in Köln, Graz und Innsbruck Electronic Beats Festivals statt, bei denen The Gossip, Phoenix, Fever Ray, Simian Mobile Disco, Modeselektor, Bodi Bill, Filthy Dukes und James Yuill auf der Bühne zu sehen waren. Im selben Jahr fand das erste „Electronic Beats Classics Concert“ mit Donna Summer in Berlin statt. Die zweite Folge der Veranstaltungsreihe präsentierte Yello und ihr „Virtual Concert“ in Berlin, Wien und Köln.

### 2010
Im Jahr 2010 fanden in Prag, Graz, Köln, Berlin und Wien Electronic Beats Festivals mit Hot Chip, Booka Shade, Moderat, Miike Snow, Delphic, The Human League, Little Dragon, Kele, Bon Homme, Nouvelle Vague, The Asteroids Galaxy Tour, Turboweekend und Róisín Murphy, statt.
Außerdem gab es ein „Friends and Family Event“ zum zehnjährigen Bestehen von Telekom Electronic Beats mit Caribou und Barbara Panther in Berlin. Im selben Jahr fand eine „Electronic Beats Recommends Club Tour“ mit Caribou, Barbara Panther und Mount Kimbie in München, Leipzig, Hamburg, Heidelberg, Köln, Prag, Budapest, Wien, Frankfurt und Zagreb statt.

### 2011
Electronic Beats Festivals in Budapest, Köln, Prag, Wien, Bratislava, Warschau, u. a. mit: Modeselektor, Nouvelle Vague, Planningtorock, Wolfram, Apparat, When Saints go machine, Brandt, Brauer, Frick und Electronic Beats Presents Bryan Ferry im Berliner Admiralspalast mit begleitender Ausstellung im HBC Berlin.

### 2012
Festivals in Danzig, Prag, Budapest, Wien, Zagreb, unter anderem mit James Blake, Whitest Boy Alive, Hot Chip, Woodkid, Dillon, Grimes, Nikolas Jaar
Electronic Beats Presents New Order im Berliner Tempodrom mit begleitender Ausstellung im HBC mit Arbeiten von Peter Saville und Kevin Cummins sowie Pet Shop Boys Record Release Konzert (‚Elysium‘) im Berliner HAU (Hebbel am Ufer).

### 2013
Festivals in Warschau, Posen, Prag, Bratislava, u. a. mit: Hurts, Lana del Rey, Woodkid, Roosevelt, Chilly Gonzales, Riton, Mark Ronson. Telekom Electronic Beats war in diesem Jahr auch Partner der ‚We are Modeselektor‘ Dokumentation und machte verschiedene Film-Screenings, z. B. im Berliner Kino International in Köln und Barcelona. Außerdem fand die Depeche Mode Fan Exhibition im Berliner Kaufhaus Jandorf statt.

### 2014
Club Nights Leipzig, Zagreb, Budapest, Wien, Prag, Warschau, Bratislava, unter anderem mit; Fourtet, Modeselektor, Zoot Woman, James Holden, Erlend Oye, London Grammar, Bonobo, Goldfrap, Jon Hopkins, Jungle, Caribou und Karen O. im Berliner Heimathafen.

### 2015
Electronic Beats Warschau, Bratislava, Prag, Köln, Podgorica, Budapest, Zagreb, unter anderem mit: KiNK, Young Fathers, DJ Koze, Nina Kraviz, Ibeyi, Adi Ulmansky, Mykki Blanco, Hercules and Love Affair, Róisín Murphy, Howling, David August, Django Django.

### 2016
Electronic Beats Festivals in Budapest, Tirana, Köln u. a. mit Fatboy Slim, Bebe Rexha, Grace Jones, Chilly Gonzalez, Mo, Bat for Lashes, Floating Points

### 2017
2017 spielten Gorillaz insgesamt vier Telekom-Electronic-Beats-Shows in Warschau, Budapest, Kattowitz und Köln. Weiterhin wurde 2017 – 2020 eine fortlaufende TEB-Clubnight-Reihe gestartet. Sie fand bisher in Clubs in ganz Deutschland, Ungarn, Kroatien, Rumänien, Albanien statt und Künstler wie Ata, Mr. G., Inga Mauer, Hodge, FJAAK sind involviert. Zu den Clubs die bespielt werden, gehören unter anderem das Institut für Zukunft in Leipzig, das PAL in Hamburg, der Blitz Club in München, das Stuttgarter White Noise, das Gewölbe in Köln usw. Auf Grund von Covid wurde das Engagement zunächst digitalisiert, dann aber pausiert.

### 2018
Electronic Beats Festivals in Bukarest, Warschau, Skopje u. a. mit: Modeselektor, Nightmares on Wax, DJ Tennis, Perel, Meute, Justice, Stefan Bodzin

### 2019
Electronic Beats Festivals in Bukarest, Budapest, Skopje u. a. mit: Cinthie, Roman Flügel, Motor City Drum Ensemble, Paramida.

### 2021
Gemeinsam mit der Digital- und Fashion-Agentur Trashymuse erschafft Telekom Electronic Beats einen digitalen Avatar mit dem Namen Eyedigo. Später taucht Eyedigo in diversen Print- und Onlinemedien auf, beispielsweise King Kong Magazine und Coeval.

### 2022
Telekom Electronic Beats präsentiert GRAMMY- und Academy-Award-Preisträgerin Billie Eilish live am 1. Juni 2022 im Telekom Forum Bonn mit Live-Übertragung bei MagentaTV. Im selben Jahr rückt Telekom Electronic Beats zunehmend in digitale Themenbereiche und entwickelt mit der Plattform Roblox ein interaktives Metaverse mit dem Namen Beatland, in dem Nutzer u. a. ein zweitägiges Set von Boris Brejcha erleben konnten. In Kooperation mit der Modemarke MISBHV produziert Telekom Electronic Beats eine Kollektion mit Designs von Tomek Wirski.

## Awards

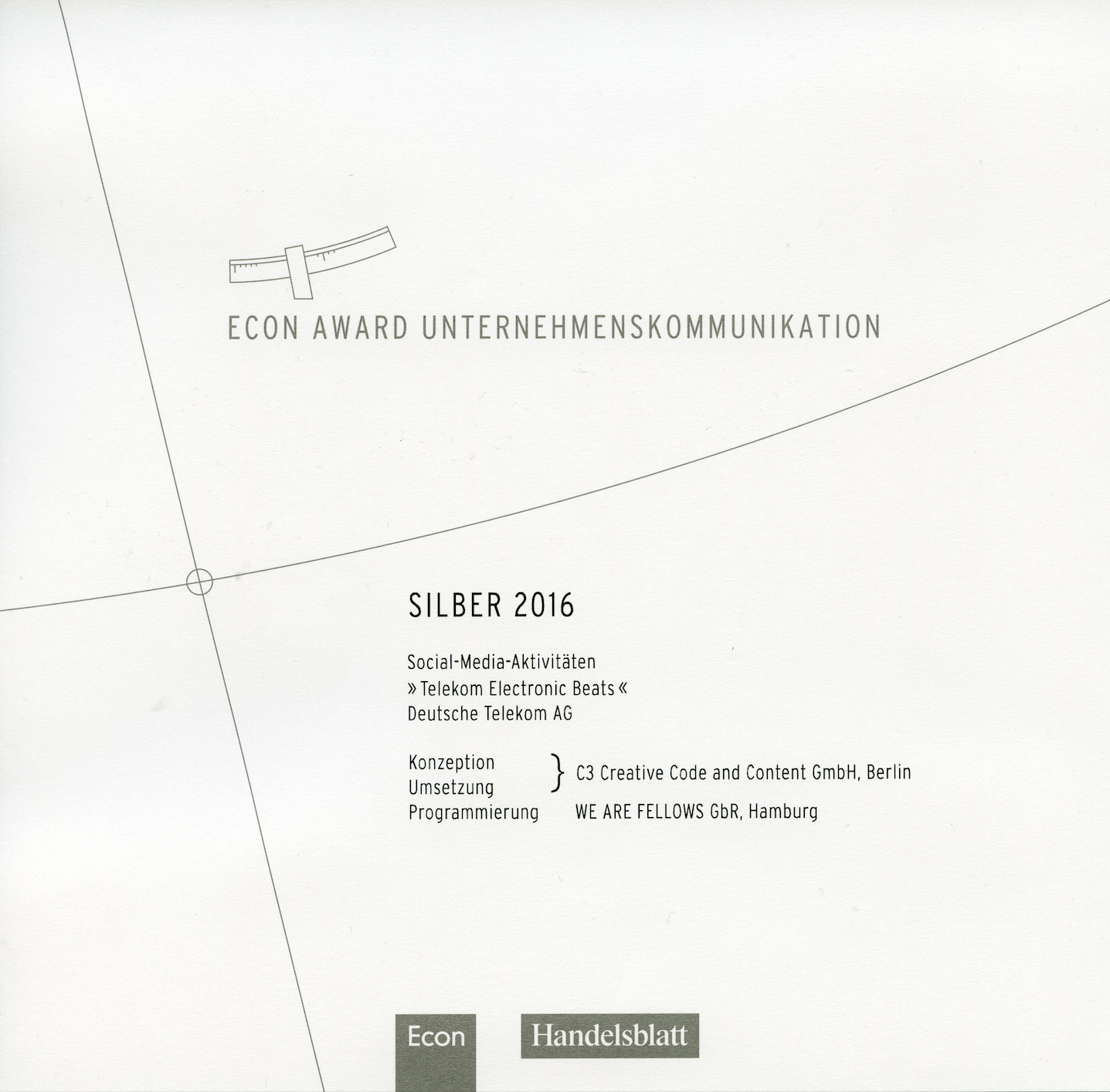
Zertifikat des ECON Award Telekom Electronic Beats für Unternehmenskommunikation

Seit seiner Gründung hat das Telekom Electronic Beats Programm zahlreiche internationale Verlags- und Marketingpreise gewonnen, darunter (Auszug):
- BCP Best of Corporate Publishing Award 2013: Gold in den Kategorien: CP Excellence, B2C – IT/Telekommunikation/Energie und Digital Media sowie ein Grand Award in der Kategorie Best of Photography.[15]
- Questar Award 2013: Gold für TEB’s DVD magazine Slices[15]
- Art Directors Club 2014: Silber in der Kategorie Corporate Publishing[16]
- BCP – Best of Corporate Publishing 2015: Gold in der Kategorie „B2C – Medien/Entertainment/Kultur“ und Gold in der Kategorie Best Crossmedia Solution – Handel und Konsumgüter[17]
- Best of Content Marketing 2016: Gold in der Kategorie Best Crossmedia – Dienstleistung / Handel / Konsumgüter[17]
- Econ Award Unternehmenskommunikation 2016: Silber in der Kategorie Social-Media-Aktivitäten[18]
- PR Report Awards 2016: Finalist in der Kategorie Content-Strategie[19]
- German Brand Award 2016: Excellence in Brand Strategy, Management und Creation[20]
- Deutscher Digital Award 2016: Silber in der Kategorie Websites (Desktop und Mobil) – Content[21]
- Questar Awards 2019: Gold in der Kategorie YouTube[22]
- iNOVA Awards 2019: Gold in der Kategorie Copy/Scriptwriting[23] für die Reportage Behind Bars: Meet The Georgian Techno Producer Making Music From Prison von Chloé Lula
- 2020 BCM Award für Telekom Electronic Beats Podcast Reihe[24]
- 2022 German Design Awards für Electronic Beats Buch und ‚The Cube‘ in „Excellent Communications Design“[25]